# Pteropus rennelli
Pteropus rennelli (Крилан ренельський) — вид рукокрилих, родини Криланових.

## Опис
Покрив коричнево-жовтий з вохровим відтінком. Передпліччя приблизно 130 мм.

## Поширення, поведінка
Країни поширення: Соломонові острови — острів Ренел. Самиця приносить одне дитинча. Тривалість життя становить приблизно 8–9 років. Через розміри, вокалізацію й мобільність, Pteropus rennelli легко виявити й, отже, їхню чисельність часто переоцінюють.

## Загрози та охорона
Західний бік острова сильно порушений і густо заселений у деяких районах. Комерційні лісозаготівельні та видобуток бокситів стрімко порушують великі території острова Ренел і, ймовірно, становлять серйозну загрозу для P. rennelli. Ймовірно, цьому виду також загрожує полювання на їжу. 
Вид живе на території Світової спадщини ЮНЕСКО «Східний Ренел».